# Años 600
Los años 600 o década del 600 empezó el 1 de enero del 600 y terminó el 31 de diciembre del 609.

## Acontecimientos
- La población mundial supera los 208 millones.
- Fin de la Cultura Nazca.
- Se construyen por primera vez esculturas de Buda en Japón.
- Liuva II sucede a Recaredo como rey de los visigodos en el año 601; reinará hasta 603.
- Witerico sucede a Liuva II como rey de los visigodos en el año 603, después de asesinarlo; reinará hasta 610.
- Sabiniano sucede a Gregorio Magno como papa en el año 604
- Bonifacio III sucede a Sabiniano como papa en el año 607.
- San Bonifacio IV sucede a Bonifacio III como papa en el año 608.
- Columna de Focas